# 瓦特貝格國家公園

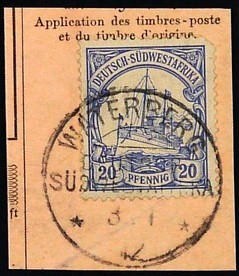
德国西南非洲的邮票邮戳为准瓦特

瓦特貝格國家公園（Waterberg National Park）是南部非洲國家納米比亞的國家公園，位於該國中部奧奇瓦龍戈以東68公里，佔地405平方公里，成立於1972年，海拔高度1,885米，野生動物有白犀、黑犀、非洲水牛、黑馬羚、馬羚、轉角牛羚等。

## 外部連結
- World Conservation Monitoring Centre （页面存档备份，存于）
- Waterberg Namibia （页面存档备份，存于）